# Horní Poříčí (ort i Tjeckien, Södra Mähren)
Horní Poříčí är en ort i Tjeckien.   Den ligger i regionen Södra Mähren, i den östra delen av landet, 160 km öster om huvudstaden Prag. Horní Poříčí ligger 389 meter över havet och antalet invånare är 268.
Terrängen runt Horní Poříčí är kuperad åt sydost, men åt nordväst är den platt. Horní Poříčí ligger nere i en dal. Runt Horní Poříčí är det ganska tätbefolkat, med 120 invånare per kvadratkilometer. Närmaste större samhälle är Svitavy, 18,7 km norr om Horní Poříčí. I omgivningarna runt Horní Poříčí växer i huvudsak blandskog.